# Hinoemata
Hinoemata (jap. 檜枝岐村 Hinoemata-mura) – wieś w Japonii, na wyspie Honsiu, w prefekturze Fukushima. Według danych na rok 2020 miejscowość zamieszkiwało 504 mieszkańców , a gęstość zaludnienia wyniosła 1,3 os./km².